# Arto Tiainen
Arto Tiainen, född 5 september 1930 i Säminge, död 21 september 1998, var en finländsk längdåkare, som var aktiv under 1950- och 1960-talet. 1965 mottog han Holmenkollenmedaljen.